# Équipe de Roumanie de hockey sur glace
Cet article traite de l'équipe masculine. Pour l'équipe féminine, voir Équipe de Roumanie féminine de hockey sur glace.
L'équipe de Roumanie de hockey sur glace est la sélection nationale de la Roumanie regroupant les meilleurs joueurs de hockey sur glace roumains lors des compétitions internationales. L'équipe est sous la tutelle de la Fédération roumaine de hockey sur glace (Federația Română de Hochei pe Gheață). L'équipe est classée 27e au classement IIHF 2019.

## Effectif
| No    | Nom                  | Position  | Club                 |
| ----- | -------------------- | --------- | -------------------- |
| +001, | Patrik Polc          | Gardien   | Corona Brașov        |
| +003, | Attila Goga          | Défenseur | CS Progym Gheorgheni |
| +004, | Tihamer Gyorfy       | Défenseur | HC Csíkszereda       |
| +005, | Alpár Salló          | Défenseur | HC Csíkszereda       |
| +006, | Huba Bors            | Défenseur | Corona Brașov        |
| +007, | Csanád Fodor         | Attaquant | HC Csíkszereda       |
| +008, | Florin Creanga       | Défenseur | Steaua Bucarest      |
| +009, | Pavlo Borysenko      | Attaquant | Corona Brașov        |
| +010, | Anton Butochnov      | Attaquant | CSM Dunărea Galați   |
| +011, | Daniel Tranca        | Attaquant | Corona Brașov        |
| +012, | Yevhen Yemelianenko  | Défenseur | CSM Dunărea Galați   |
| +013, | Roberto Gliga        | Attaquant | Corona Brașov        |
| +014, | Zsombor Molnar       | Attaquant | Corona Brașov        |
| +015, | Gergő Bíró           | Attaquant | CS Progym Gheorgheni |
| +016, | Adrian Irimia        | Attaquant | CSM Dunărea Galați   |
| +017, | Tamas Reszegh        | Attaquant | HC Csíkszereda       |
| +018, | Szilard Rokaly       | Attaquant | HC Csíkszereda       |
| +019, | Balazs Peter         | Attaquant | Corona Brașov        |
| +020, | Robert Ferencz-Csibi | Défenseur | CS Progym Gheorgheni |
| +021, | Tamas Farkas         | Attaquant | HC Csíkszereda       |
| +022, | Mircea Constantin    | Attaquant | CS Progym Gheorgheni |
| +023, | Zoltan Molnar        | Attaquant | Corona Brașov        |
| +024, | Zsolt Peter          | Attaquant | CS Progym Gheorgheni |
| +025, | Mátyás Bíró          | Attaquant | Corona Brașov        |
| +026, | Flinta Botond        | Défenseur | HC Csíkszereda       |
| +027, | Andrei Vasile        | Attaquant | Corona Brașov        |
| +028, | Eduard Casaneanu     | Défenseur | HC Csíkszereda       |
| +029, | Otto Onodi           | Gardien   | HC Csíkszereda       |
| +030, | Zoltan Toke          | Gardien   | Corona Brașov        |
| +035, | Vitali Kirichenko    | Attaquant | CSM Dunărea Galați   |
| +040, | Daniel Uruc          | Gardien   | Steaua Bucarest      |
| +045, | Gellért Ruczuj       | Gardien   | HC Csíkszereda       |
| +050, | Ottó Bíró            | Défenseur | Corona Brașov        |
| +055, | Tibor Sara           | Attaquant | CS Progym Gheorgheni |
| +060, | Hunor Csergo         | Attaquant | CS Progym Gheorgheni |
| +065, | Ede Mihaly           | Attaquant | Corona Brașov        |

## Résultats

### Jeux olympiques
- 1920-1960 - Ne participe pas
- 1964 - 12e place
- 1968 - 12e place
- 1972 - Ne participe pas
- 1976 - 7e place
- 1980 - 9e place
- 1984-2006 - Ne participe pas
- 2010 - Non qualifié
- 2014 - Non qualifié
- 2018 - Non qualifié
- 2022 - Non qualifié

### Championnats du monde
Les Jeux olympiques d'hiver tenus entre 1920 et 1968 comptent également comme les championnats du monde . Durant les Jeux Olympiques de 1980, 1984 et 1988 il n'y a pas eu de compétition du tout.
- 1931 - 10e place
- 1933 - 9e place
- 1934 - 10e place
- 1935 - 11e place
- 1937 - 10e place
- 1938 - 13e place
- 1939 - N'a pas participé
- 1947 - 7e place
- 1949-1958 - N'a pas participé
- 1959 - 13e place (1re de la poule B)
- 1961 - 15e place (1re de la poule C)
- 1962 - N'a pas participé
- 1963 - 11e place (3e de la poule B)
- 1964 - N'a pas participé
- 1965 - N'a pas participé
- 1966 - 10e place (2e de la poule B)
- 1967 - 10e place (2e de la poule B)
- 1968 - N'a pas participé
- 1969 - 12e place (6e de la poule B)
- 1970 - 13e place (7e de la poule B)
- 1971 - 15e place (1re de la poule C)
- 1972 - 10e place (4e de la poule B)
- 1973 - 10e place (4e de la poule B)
- 1974 - 12e place (6e de la poule B)
- 1975 - 11e place (5e de la poule B)
- 1976 - 9e place (1re de la poule B)
- 1977 - 8e place
- 1978 - 12e place (4e de la poule B)
- 1979 - 11e place (3e de la poule B)
- 1981 - 13e place (5e de la poule B)
- 1982 - 13e place (5e de la poule B)
- 1983 - 15e place (7e de la poule B)
- 1985 - 20e place (4e de la poule C)
- 1986 - 20e place (4e de la poule C)
- 1987 - 19e place (3e de la poule C)
- 1989 - 26e place (2e de la poule D)
- 1990 - 20e place (4e de la poule C)
- 1991 - 19e place (3e de la poule C)
- 1992 - 18e place (6e de la poule B)
- 1993 - 18e place (6e de la poule B)
- 1994 - 19e place (7e de la poule B)
- 1995 - 20e place (8e de la poule B)
- 1996 - 26e place (6e de la poule C)
- 1997 - 25e place (5e de la poule C)
- 1998 - 26e place (2e de la poule C)
- 1999 - 26e place (2e de la poule C)
- 2000 - 30e place (6e de la poule C)
- 2001 - 1re de division 2, groupe B
- 2002 - 5e de division 1, groupe A
- 2003 - 5e de division 1, groupe B
- 2004 - 5e de division 1, groupe B
- 2005 - 6e de division 1, groupe B
- 2006 - 1re de division 2, groupe A
- 2007 - 6e de division 1, groupe B
- 2008 - 1re de division 2, groupe A
- 2009 - 6e de division 1, groupe B
- 2010 - 2e de division 2, groupe B
- 2011 - 1re de division 2, groupe B
- 2012 - 4e de division IB
- 2013 - 4e de division IB
- 2014 - 6e de division IB
- 2015 - 1re de division IIA
- 2016 - 6e de division IB
- 2017 - 1re de division IIA
- 2018 - 5e de division IB
- 2019 - 1re de division IB
- 2020 - Annulé en raison du coronavirus
- 2021 - Annulé en raison du coronavirus
- 2022 - 5e de division IA
- 2023 - 5e de division IA
- 2024 - 4e de division IA
- 2025 - 6e de division IA

Note :  Promue ;  Reléguée

### Universiades d'hiver
- 1966 -
- 1983 -

## Classement mondial
| Année     | Rang | Points | Progression |
| --------- | ---- | ------ | ----------- |
| 2003      | 26   | 1 965  |             |
| 2004      | 26   | 1 845  | ±0          |
| 2005      | 26   | 1 685  | ±0          |
| Mai 2006  | 26   | 2 135  | ±0          |
| 2007      | 26   | 1 970  | ±0          |
| 2008      | 27   | 1 770  | -1          |
| 2009      | 28   | 1 605  | -1          |
| Fév. 2010 | 28   | 2 000  | ±0          |
| Mai 2010  | 28   | 1 945  | ±0          |
| 2011      | 28   | 1 800  | ±0          |

| Année        | Rang | Points | Progression |
| ------------ | ---- | ------ | ----------- |
| 2012         | 27   | 1 725  | +1          |
| 2013         | 27   | 1 635  | ±0          |
| Fév. 2014    | 27   | 2 075  | ±0          |
| Mai 2014     | 27   | 2 075  | ±0          |
| 2015         | 28   | 1 895  | -1          |
| 2016         | 29   | 1 735  | -1          |
| 2017         | 29   | 1 565  | ±0          |
| février 2018 | 29   | 2 000  | ±0          |
| Mai 2018     | 29   | 2 010  | ±0          |
| 2019         | 27   | 1 990  | +2          |

## Équipe des moins de 20 ans

### Championnats du monde junior
- 1983 - 1re place du Groupe C
- 1984 - 7e place du Groupe B
- 1985 - 7e place du Groupe B
- 1986 - 4e place du Groupe B
- 1987 - 6e place du Groupe B
- 1988 - 2e place du Groupe B
- 1989 - 3e place du Groupe B
- 1990 - 7e place du Groupe B
- 1991 - 5e place du Groupe B
- 1992 - 5e place du Groupe B
- 1993 - 7e place du Groupe B
- 1994 - 8e place du Groupe B
- 1995 - 6e place du Groupe C
- 1996 - 6e place du Groupe C
- 1997 - 6e place du Groupe C
- 1998 - 8e place du Groupe C
- 1999 - 3e place du Groupe D
- 2000 - 2e place du Groupe D
- 2001 - 3e place du Groupe III
- 2002 - 4e place du Groupe III
- 2003 - 3e de Division II, Groupe A
- 2004 - 2e de Division II, Groupe A
- 2005 - 2e de Division II, Groupe A
- 2006 - 3e de Division II, Groupe A
- 2007 - 2e de Division II, Groupe A
- 2008 - 5e de Division II, Groupe A
- 2009 - 6e de Division II, Groupe A
- 2010 - 3e de Division II, Groupe B
- 2011 - 4e de Division II, Groupe B
- 2012 - 1re de Division IIB
- 2013 - 3e de Division IIA
- 2014 - 5e de Division IIA
- 2015 - 6e de Division IIA
- 2016 - 1re de Division IIB
- 2017 - 3e de Division IIA
- 2018 - 5e de Division IIA
- 2019 - 4e de Division IIA
- 2020 - 4e de Division IIA
- 2021 - Annulé en raison du coronavirus
- 2022 - 6e de Division IIA
- 2023 - 6e de Division IIA
- 2024 - 1re de Division IIB
- 2025 - 2e de Division IIA

## Équipe des moins de 18 ans

### Championnats du monde moins de 18 ans
L'équipe des moins de 18 ans participe dès la première édition des championnats du monde. 
- 1999 - 6e de Division I Europe
- 2000 - 7e de Division I Europe
- 2001 - 2e de Division III
- 2002 - 8e de Division II
- 2003 - 1re de Division II, groupe B
- 2004 - 6e de Division I, groupe A
- 2005 - 6e de Division II, groupe B
- 2006 - 1re de Division III
- 2007 - 4e de Division II, groupe B
- 2008 - 4e de Division II, groupe B
- 2009 - 3e de Division II, groupe A
- 2010 - 2e de Division II, groupe A
- 2011 - 2e de Division II, groupe A
- 2012 - 2e de Division II, groupe A
- 2013 - 3e de Division IIA
- 2014 - 6e de Division IIA
- 2015 - 1re de Division IIB
- 2016 - 2e de Division IIA
- 2017 - 1re de Division IIA
- 2018 - 6e de Division IB
- 2019 - 4e de Division IIA
- 2020 - Annulé en raison du coronavirus
- 2021 - Annulé en raison du coronavirus
- 2022 - 5e de Division IIA
- 2023 - 5e de Division IIA
- 2024 - 4e de Division IIA
- 2025 - 5e de Division IIA